# Amt Adelebsen
Das Amt Adelebsen war ein historischer Verwaltungsbezirk des Königreichs Hannover.

## Geschichte
Das Amt ging 1852 aus dem aufgehobenen Patrimonialgericht Adelebsen hervor, das um die Gemeinden Bursfelde (vorher Amt Münden), Fürstenhagen und Offensen (vorher Amt Uslar) sowie Emmenhausen und Esebeck (vorher Amt Bovenden) erweitert wurde. Bereits 1859 wurde das relativ kleine Amt aufgehoben und mit dem alten Bestand des Patrimonialgerichts sowie Fürstenhagen und Offensen an das Amt Uslar angeschlossen.

## Gemeinden
Das Amt umfasste folgende Gemeinden:
| - Adelebsen - Barterode - Bursfelde - Eberhausen | - Emmenhausen - Erbsen - Esebeck | - Fehrlingsen - Fürstenhagen - Güntersen | - Lödingsen - Offensen - Wibbecke |

## Amtmänner
- 1852–1853: Carl Ferdinand Schmidt, Amtsassessor
- 1853–1856: Anton Mensching, Amtmann
- 1856–1857: Ernst Otto Johann Gustav von Quistorp, Amtsassessor
- 1857–1859: Hermann Bühne, Amtmann